# Gliese 180
Gliese 180 (auch GJ 180) ist ein Roter Zwerg im Sternbild Eridanus, der rund 39 Lichtjahre von der Sonne entfernt ist. Der Stern besitzt mutmaßlich ein Planetensystem mit zwei bekannten Exoplaneten. Wie alle Roten Zwerge ist Gliese 180 deutlich masseärmer und leuchtschwächer als die Sonne. Seine Masse beträgt 43 % der Sonnenmasse, seine Leuchtkraft 1,3 % der Sonnenleuchtkraft.

## Planetensystem
Auf Grundlage von Messdaten der Échelle-Spektrographen HARPS und UVES der ESO veröffentlichte ein internationales Team von Astronomen unter der Leitung von Mikko Tuomi von der University of Hertfordshire am Anfang März 2014 die Entdeckung von acht Exoplanetenkandidaten um sechs sonnennahe Rote Zwerge, darunter Gliese 180.
Beide möglichen Planeten sind Supererden mit einer Mindestmasse von 6,4 bzw. 8,3 Erdmassen, die ihren Zentralstern jeweils in etwas mehr als 17 bzw. 24 Tagen umkreisen. Nach Ansicht des Entdeckerteams befindet sich zumindest der äußere Planet, Gliese 180 c, in der habitablen Zone des Sterns. Dem Planetary Hability Laboratory (PHL) der University of Puerto Rico at Arecibo zufolge könnte auch der innere Planet Gliese 180 b in der habitablen Zone von Gliese 180 kreisen. Da nur die Mindestmasse der Planetenkandidaten bekannt ist, kann nicht ausgesagt werden, ob es sich bei Gliese 180 b und c tatsächlich um Gesteinsplaneten handelt oder um kleine Gasplaneten.
| Planet (nach Entfernung vom Stern) | Entdeckung (Jahr) | Masse (in M♁) | Umlaufzeit (in Tagen) | Große Halbachse (in AE) | Exzentrizität |
| ---------------------------------- | ----------------- | ------------- | --------------------- | ----------------------- | ------------- |
| Gliese 180 b                       | 2014              | 6,4           | 17,38                 | 0,103                   | 0,11          |
| Gliese 180 c                       | 2014              | 8,3           | 24,329                | 0,129                   | 0,09          |